# Colus
Colus Cavalier & Séchier, 1835 è un genere di funghi appartenente alla famiglia Phallaceae.

## Tassonomia
Comprende sette specie:
- Colus giganteus
- Colus hirudinosus
- Colus muelleri
- Colus pusillus
- Colus stahelii
- Colus subpusillus
- Colus treubii